# Ceradenia glaziovii
Ceradenia glaziovii är en stensöteväxtart som först beskrevs av Bak., och fick sitt nu gällande namn av Paulo Henrique Labiak. Ceradenia glaziovii ingår i släktet Ceradenia och familjen Polypodiaceae. Inga underarter finns listade.